# イギリス鉄道385形電車
385形（Class 385）は、日立製作所がイギリスのアベリオ・スコットレール向けに製造した近郊輸送用の電車である。スコットランドのエディンバラ・フォルカーク・グラスゴー間の電化計画の一環として導入され、2018年7月24日に営業運転を開始した。

## 概要
2015年3月、日立製作所傘下の日立レールヨーロッパは、オランダ鉄道傘下のアベリオ社よりイギリス・スコットランド向けの385形電車234両 の納入と、10年間の車両保守事業を受注した。
2015年11月に最初の編成の製造を開始、最初の7編成は山口県下松市の笠戸事業所で、残りの63編成はイングランド北部ダラム州のニュートン・エイクリフ工場で生産される。
車両設計は日立が展開するセミオーダーメイドタイプの標準近郊車両「AT-200」をベースとしており、A-trainの規格を用いたアルミニウム合金製車体を採用する。編成は前面貫通型の3両編成または4両編成で、併結により最大12両編成での運用を可能としている。
車両の基本構造は800形とほぼ同じであり、走行装置と客室設備の共通化によりコストダウンが図られている。

## 運用
385形の導入に先立って電化されたエディンバラ - フォルカーク - グラスゴー間のほか、スコットランド内の各電化路線にも投入される。
当初は2017年12月の営業運転開始を予定していたが、乗務員から前面ガラスの曲面加工が信号確認に支障をきたすとの指摘を受けて改修を行った結果、2018年7月24日から運用を開始した。この問題の背景には、モックアップを用いた実車検証工程が省略されていたことがあった。これまで納入された395形、800形は電車のモップアップ（模型）が作られて確認作業が行われていたが、納期が短かった385形は確認をバーチャルリアリティ技術を用いてコンピューターの画面上で行い、コンピューターで再現されない部分が見落とされてしまう結果となった。

## 関連項目

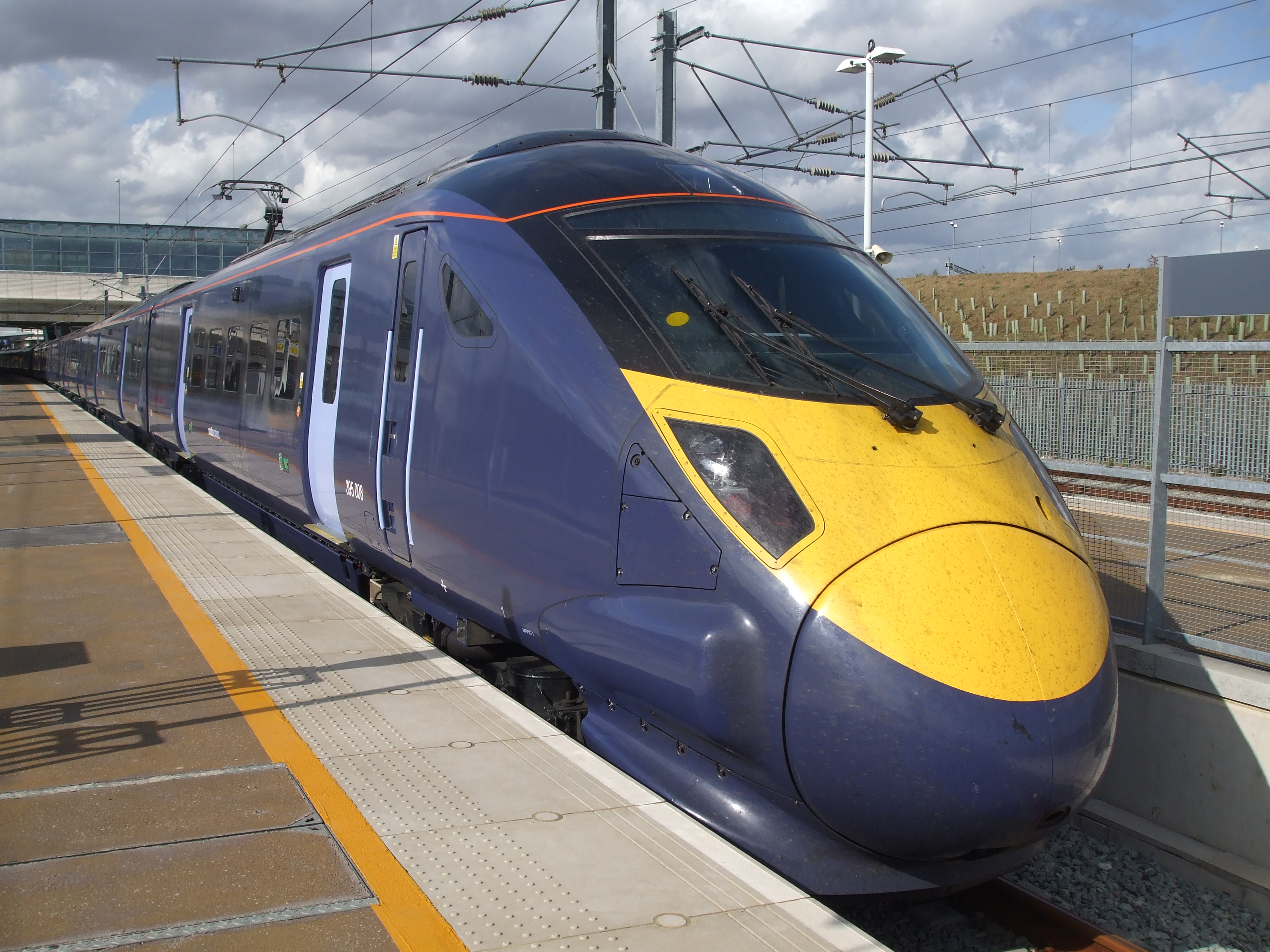
395形
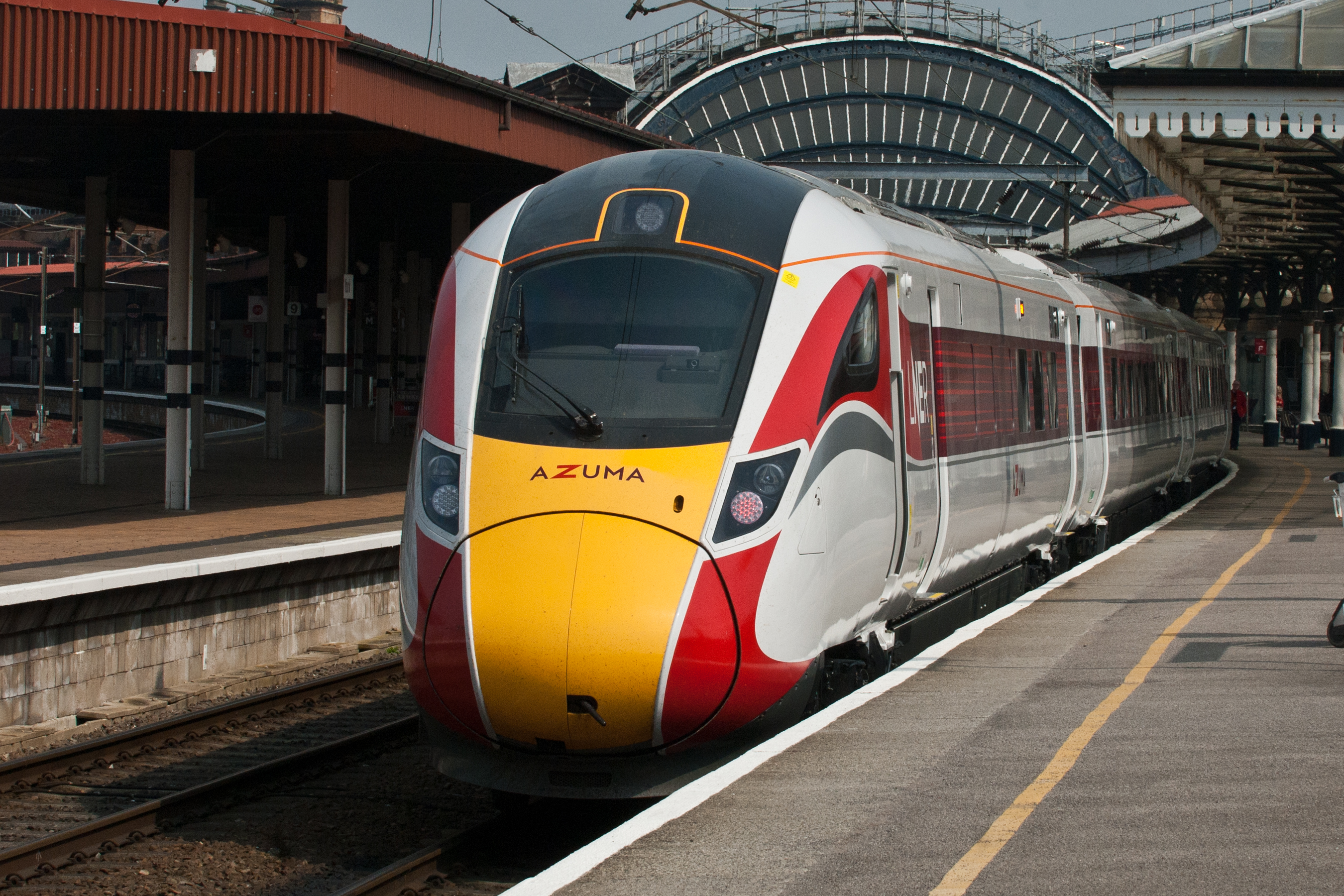
800形
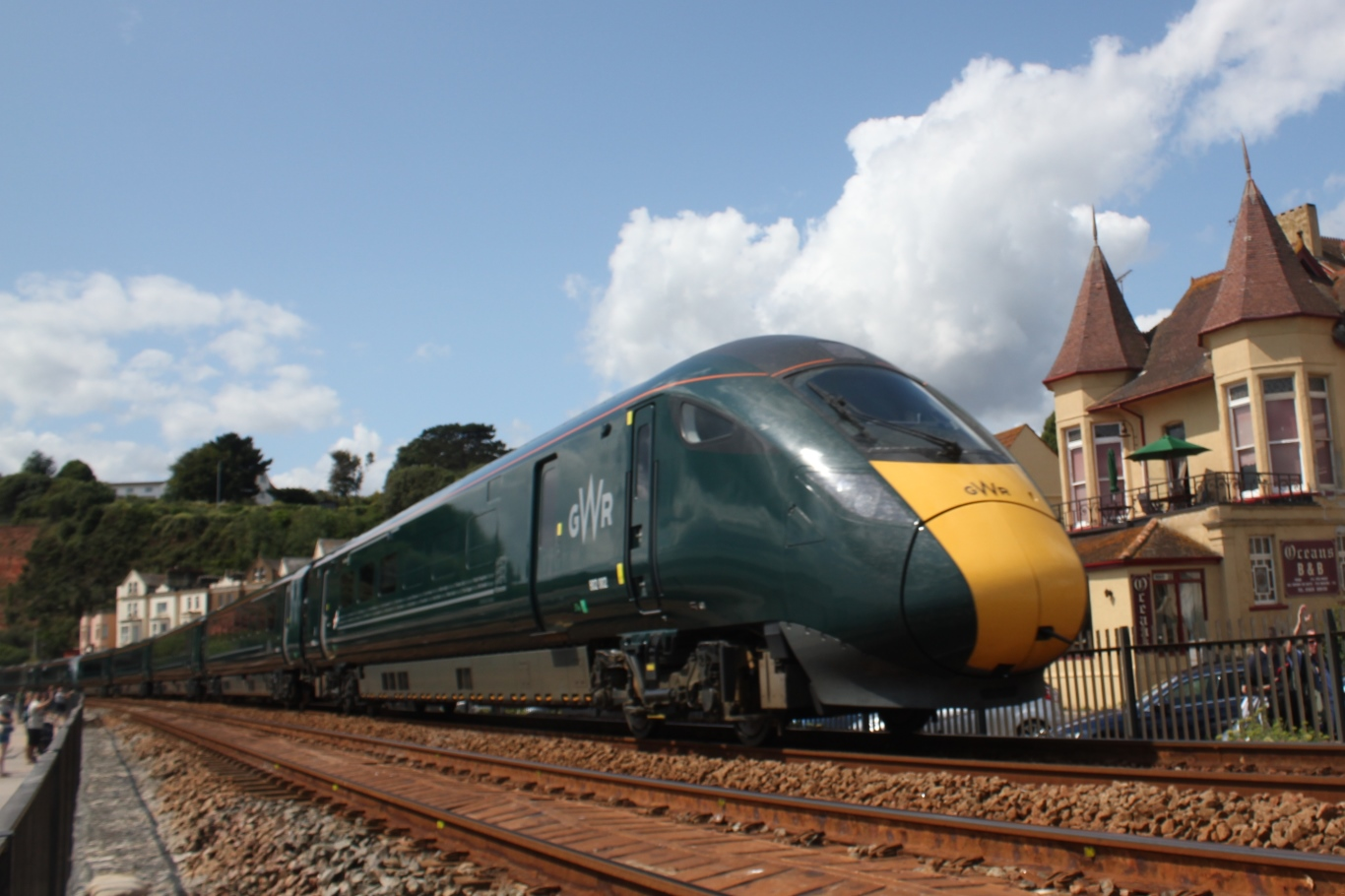
802形